# Westor
Aan de Amsterdamse groothandel Westor lagen twee bedrijven ten grondslag.
W.J. Wesling had omstreeks het jaar 1900 een rijwielzaak aan de Stadhouderskade 74. In 1920 begon hij met zijn ‘Handel in rijwielen, motorrijwielen, motorrijtuigen en aanverwante artikelen in den ruimsten zin’ en deed omstreeks 1930 ook aan ‘Import van rijwielen, motorrijwielen en aanverwante artikelen’. De belangrijkste beherend vennoten waren J.F. van Doornik (1920-1943), P. van Doornik (1931-1943) en G. van Doornik (1943-1958). Vennoot F. Sluyters haakte al in 1921 af. In 1921 vestigde het bedrijf zich aan de Spuistraat 246-254 in een statig pand waar voorheen J.F. Kröner en Zonen, een fabrikant van gordijnen en jaloezieën, was gevestigd. De CV Wesling hield op te bestaan in 1958.
H. Pastor richtte zijn bedrijf op in 1945. De handelsnaam die hij in het handelsregister opvoerde was ‘H. Pastor Carrier-en rijwielonderdeelen engros’ en het soort bedrijf ‘Agenturen en groothandel in rijwielen en rijwielonderdeelen’. Procuratiehouder was J. Nuberg. Pastor vestigde zich aan het Singel 295. Dit pand grensde met de achterzijde aan het pand Spuistraat 246-254, de kelderverdiepingen waren aan de achterzijde verbonden.

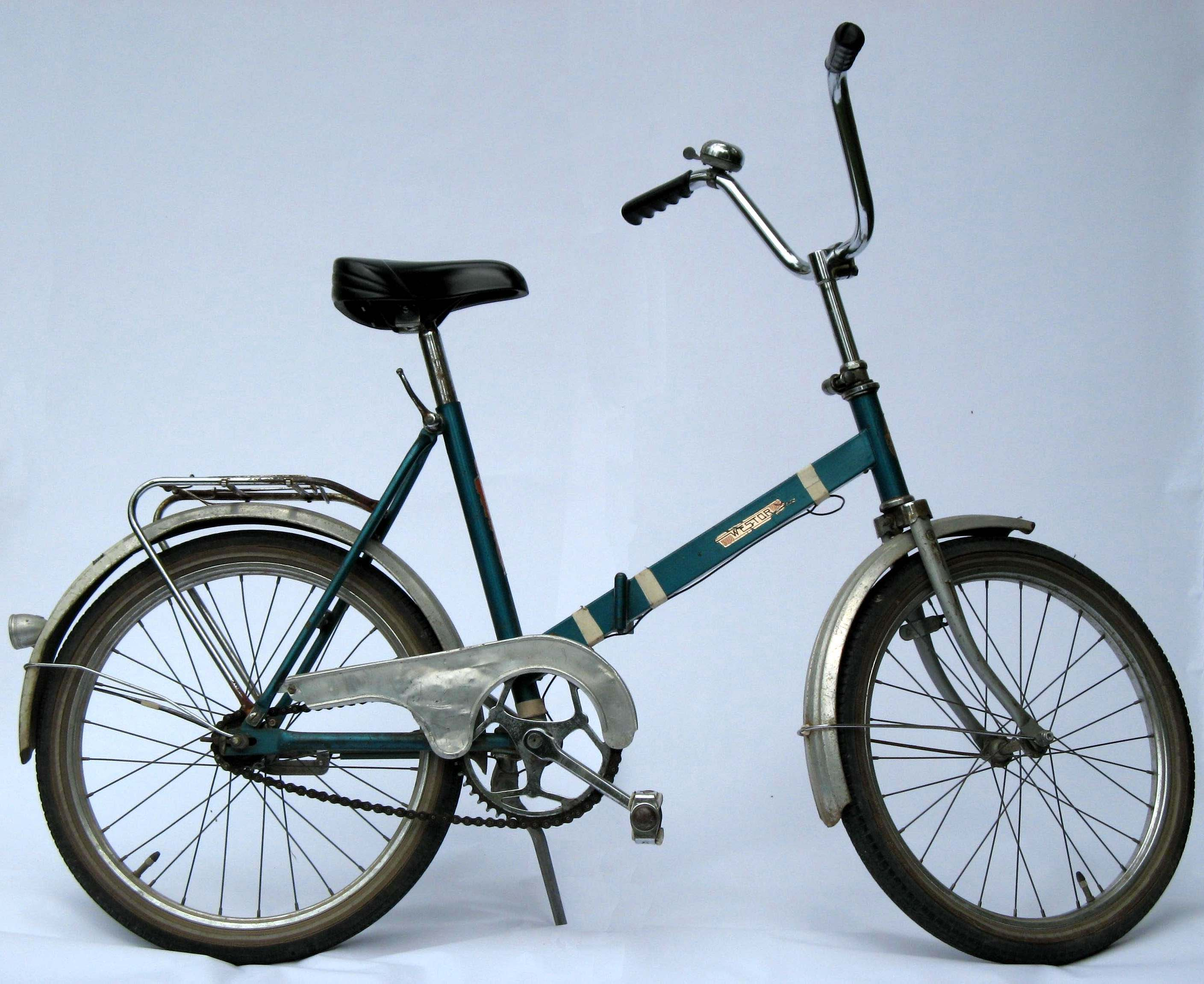
Een vouwfiets van Westor

Groothandel Westor werd op 1 januari 1947 opgericht door Wesling en Pastor, voor de naam werd de eerste lettergreep van Wesling genomen en de tweede van Pastor. Vennoten waren H. Pastor, G. van Doornik en J. Mulder. Westor liet in het handelsregister optekenen: ‘Groothandel in rijwiel-, carrier-, en motoronderdeelen en toebehoren; rijwielen, carriers, motoren, import en export’. Men had een eigen fietsfabriek: Rijwielfabriek Westor. In een advertentie in het telefoonboek van 1948 staat dat men handelt in Rudge-Whitworth rijwielen, Excelsior motorrijwielen, Westor- en Klaverblad rijwielen, Pastor transportrijwielen en Pastor carriers. In 1956 was Groothandel Westor vertegenwoordiger voor Nederland van Demm en Rabeneick hulpmotorrijwielen. In 1949 opende Westor een filiaal aan de Oostkade 3-3a in Zaandam. In 1953 werd dit filiaal opgeheven. 
Westor liet in het handelsregister noteren dat het bedrijf nu ook een groothandel drijft in elektrische apparaten, radiotoestellen, televisieapparaten, enz. Omstreeks 1960 is men ook importeur van Monark, een Zweedse fabrikant van o.a. de Monarscoot. Op 21 januari 1963 brak brand uit. De panden aan de Spuistraat en Singel, eigendom van vastgoedhandelaar Hendrik Tabak, brandden volledig af. Het was een van de grootste en spectaculairste branden die in Amsterdam heeft gewoed. De brand kwam Tabak goed uit. Na de brand lanceerde hij het plan om op deze plaats een parkeergarage te bouwen.
Uit het rapport van de brandweer blijkt dat de zeer strenge vorst grote problemen opleverde bij het blussen. Brandkranen zaten vast. De blusboot Jan van der Heijden kon niet uitvaren. Er moesten gaten in het 40 cm dikke ijs worden gehakt. Afsluiters en slangen vroren vast. Meer dan 130 brandweerlieden werden opgeroepen. Van de panden restten slechts ruïnes, overdekt met ijspegels. Het pand aan het Singel werd hersteld en bood later onderdak aan de bekende seksclub Yab Yum.
De activiteiten van de groothandel werden voortgezet op het adres Van Hallstraat 195-197, gelegen op het ‘Amsterdams Westelijk Industriecentrum’. In 1963 verlieten G. van Doornik en J. Mulder het bedrijf en hadden nog enige jaren een eigen bedrijf. In 1965 werd de Vennootschap onder firma Westor een naamloze vennootschap, met als directeur H. Pastor. Waarschijnlijk tegelijkertijd werd de rijwielfabriek van het bedrijf verkocht aan Simplex. De activiteiten werden uitgebreid met groothandel in automobielonderdelen en accessoires, boten en bootmotoren. Groothandel Westor importeerde ook Royal Enfield fietsen uit Engeland en Victoria fietsen met zijboordmotor uit Duitsland. In 1966 werd de N.V. Westor opgekocht door N.V. Veem, (Verenigde Eindhovense Exploitatie Maatschappijen), dat alle aandelen overnam. H. Pastor overleed in 1969 waarna de zaken blijkbaar niet meer zo goed gingen. Een faillissement werd onafwendbaar. Op 20 september 1972 werd het bedrijf officieel ontbonden.